# Hrabstwo Oceana
Hrabstwo Oceana (ang. Oceana County) – hrabstwo w stanie Michigan w Stanach Zjednoczonych. Obszar całkowity hrabstwa obejmuje powierzchnię 1 306,72 mil2 (3 384,42 km²). Według danych z 2010 r. hrabstwo miało 26 570 mieszkańców. Hrabstwo powstało w 1831 roku. Siedziba władz hrabstwa znajduje się w mieście Hart.

## Sąsiednie hrabstwa
- Hrabstwo Mason (północ)
- Hrabstwo Newaygo (wschód)
- Hrabstwo Muskegon (południe)
- Hrabstwo Ozaukee (Wisconsi) (południowy zachód)
- Hrabstwo Sheboygan (Wisconsi) (zachód)

## Miasta
- Hart

## Wioski
- New Era
- Pentwater
- Rothbury
- Shelby
- Walkerville